# サラマー
サラマー（Saramā）
- インド神話に登場する神犬（本項で説明）。
- 叙事詩『ラーマーヤナ』に登場する羅刹女。ヴィビーシャナの妻で、捕らわれたシーターに友好的。

サラマー（Saramā）は、インド神話に登場する神話的な雌の犬である。
『リグ・ヴェーダ』にはサラマーがインドラ神の使者としてパニ族のところに派遣された話が見られる（「サラマーとパニとの対話」）。物語の詳細は不明だが、サラマーがパニの首領との対話を通じて、パニ族が奪った雌牛を取り戻すことが述べられているとされる。
また『アタルヴァ・ヴェーダ』によると、サラマーは死神ヤマに仕える2匹の番犬サーラメーヤの母であるという。